# Dubtronica
Genres associés
Ambient dub, dub techno, dubstep
La dubtronica (ou techdub) est un genre de musique électronique influencé par la musique dub. Les premiers exemples dans les années 1980 sont le dub anglais expérimental de On-U Sound Records et Mad Professor.
La dubtronica consiste en des beats électroniques joués de manière très désaxée. Il est beaucoup moins rapide que la techno et généralement plus chaud que l'electronica orienté dance. Certaines pistes utilisent des toasters reggae ou des chanteurs pour produire une forme plus accessible de la musique.